# 西垣克
西垣 克（にしがき まさる、1945年2月14日 - 2025年5月11日）は、日本の保健学者（国際保健学・地域医療・病院管理）。静岡県立大学 名誉教授。学位は保健学博士（東京大学・1993年）。
東京大学大学院医学系研究科助教授、静岡県立大学看護学部教授、日本福祉大学福祉経営学部教授、学校法人日本福祉大学執行役員、静岡県立大学学長（第4代）、静岡県立大学短期大学部学長（第4代）、静岡県公立大学法人副理事長、公立大学法人宮城大学理事長（第2代）、宮城大学学長（第4代）などを歴任した。

## 概要

### 生い立ち
1945年、大阪府大阪市にて生まれた。その後、福岡県に転居し、福岡県立小倉高等学校を卒業した。高等学校卒業後は上京し、東京大学の医学部保健学科にて保健学を修め、1970年に卒業した。同大医学系研究科に進学、博士課程に在籍。1975年に単位取得満期退学した。なお、1993年5月26日、同大にて博士（保健学）の博士号を取得している。

### 学究活動
大学院を単位修得満期退学したのち、母校である東京大学の医学部にて助手として採用された。1992年、東京大学の大学院にて組織改編が行われ、医学系研究科に国際保健学専攻が新設された。それにともない、同専攻にて助教授に就任した。なお、助教授在任中に、高神大学校の大学院にて客員教授も務めた。1997年に静岡県立大学に転じ、看護学部の教授に就任した。

### マネジメント活動
1999年に日本福祉大学の学園事業顧問に就任。同大学マネジメント・スクールの講座企画および、ヘルスケアマネジメントの研究プロジェクトに参画。さらに、2003年に、同大学福祉経営学部の教授に就任すると同時に、同大学の設置者である学校法人日本福祉大学の執行役員に就いた。以降、教授として教学分野で活動すると同時に、執行役員として学校法人の管理・運営などマネジメント分野にも携わった。
2005年、廣部雅昭の後任として、静岡県立大学の学長に任命され、同時に静岡県立大学短期大学部の学長も兼任することとなった。学長として両大学の公立大学法人化に取り組み、2007年に静岡県庁から静岡県公立大学法人に移管させた。2009年、病気のため任期途中での学長辞任を表明した。この事態を受け、同大学の副学長だった木苗直秀が学長代行に就任し、のちに学長に昇任した。
2011年、馬渡尚憲の後任として宮城大学の学長に就任した。また、同大学の設置者である公立大学法人宮城大学の理事長にも就任することになった。2017年、任期満了により宮城大学の学長と公立大学法人宮城大学の理事長を退任した。後任には、文部科学省科学技術・学術政策局局長や科学技術・学術政策研究所所長などを歴任した科技官僚の川上伸昭が就任した。

### 死去
2025年5月11日に死去。80歳没。日本政府より没後に正五位に叙されると共に、瑞宝中綬章が追贈された。

## エピソード

### 東北地方太平洋沖地震
静岡県立大学と宮城大学は、ともに西垣が学長を務めた公立大学同士という経緯もあり、親交も深い。2011年3月11日に発生した東北地方太平洋沖地震により宮城大学の学生が犠牲となった際には、両大学間で協議し、追悼の意を込めて静岡県立大学からカワヅザクラが寄贈されることになった。この動きに東海大学も賛同し、同年6月、宮城大学の大和キャンパスに静岡県立大学と東海大学から贈られたカワヅザクラ30本が植樹された。

## 略歴
- 1945年 - 大阪府大阪市にて誕生。
- 1970年 - 東京大学医学部卒業。
- 1975年 - 東京大学大学院医学系研究科単位修得満期退学。
- 1975年 - 東京大学医学部助手。
- 1992年 - 東京大学大学院医学系研究科助教授。
- 1997年 - 静岡県立大学看護学部教授。
- 2003年 - 日本福祉大学福祉経営学部教授。
- 2003年 - 学校法人日本福祉大学執行役員。
- 2005年 - 静岡県立大学学長。
- 2005年 - 静岡県立大学短期大学部学長。
- 2007年 - 静岡県公立大学法人副理事長。
- 2011年 - 公立大学法人宮城大学理事長。
- 2011年 - 宮城大学学長。

## 著作

### 共著
- 田中恒男・西垣克共著『公衆衛生学』2版、金原出版、1991年。ISBN 4307701003
- Takusei Umenai and Masaru Nishigaki, Proceedings of the first International Symposium on Health Policy and Health Service Systems, November 17-19, 1992, Tokyo: Dept. of Health Policy and Planning, Guaduate School of International Health, Faculty of Medicine, University of Tokyo.
- 郡司篤晃編、西垣克・苫米地孝之助・宮城重二著『健康管理概論』医歯薬出版、2001年。ISBN 9784263703243

### 編著
- 西垣克・宮城重二編著『健康管理概論』光生館、1996年。ISBN 4332700805

### 翻訳
- Ardith J. Hamilton著、西垣克監訳『クリティカルケアの看護技術』医歯薬出版、1988年。ISBN 4263230787
- Catherine H. C. Seaman, Phyllis J. Verhonick著、西垣克監訳『看護研究のすすめ方』医歯薬出版、1988年。ISBN 4263230388
- Rita D. Zielstorff編、西垣克監訳『看護とコンピュータ』医歯薬出版、1995年。ISBN 4263231619